# San Luis (Ancash)
Pour les articles homonymes, voir San Luis.
San Luis est une ville du centre du Pérou, capitale de la province de Carlos Fermín Fitzcarrald dans la région d'Áncash.